# Understanding
『Understanding』（アンダースタンディング）は、日本の歌手hitomiの24枚目のシングルである。2002年2月14日発売。発売元はavex trax。

## 概要
- 前作から1ヶ月ぶりとなるシングル。
- フジテレビ系「ソルトレーク2002」イメージソング

## 収録曲
1. Understanding (4:55)
作詞：hitomi、作曲：森元康介、編曲：松井敬治
2. My Planet (4:48)
作詞：hitomi、作曲・編曲：小室哲哉

## 収録アルバム
- SELF PORTRAIT (#1）
- VARIOUS ARTISTS FEATURING songnation (#2）
- songnation2 trance (#2、tatsumaki remix）
- HTM〜TIARTROP FLES〜 (#2）
- peace (#1)